# Tichitt
Tichitt (arabisk: تيشيت ) er en by i Tagantregionen i det centrale/sydlige Mauretanien.
Byen blev grundlagt ca. 1150 og er kendt for sine få tilbageværende bygninger fra denne periode, udført i en distinkt lokal stil, med stenornamenter i nicher.
Historisk er byen kendt for salthandel, i dag er erhvervslivet i byen baseret på daddelpalmer.
Byen kom i 1996 på UNESCOs verdensarvliste, sammen med byerne Chinguetti, Ouadane og Oualata, som alle har tilsvarende ksar-byanlæg. En ksar (flertal ksour) er et landsby- eller bysamfund bestående af sammenbyggede murede huse. Sådanne byanlæg er almindelige i dele af Nordafrika, særlig syd for Atlasbjergene. UNESCO lagde vægt på byernes velbevarede middelalder-byplan, på deres rolle for karavanefarten og nomadekulturen i Sahara, og deres rolle som centre for islamisk kultur og lærdom.

## Eksterne kilder og henvisninger
- lexicorient.com om Tichit Arkiveret 30. oktober 2007 hos  Wayback Machine
- bilder